# لی شی اون
لی شی اون (کره‌ای: 이시언؛ زادهٔ لی بو یون، کره‌ای: 이보연؛ در ۳ ژوئیه ۱۹۸۲) بازیگر اهل کره جنوبی است. او بیشتر به خاطر ایفای نقش در مجموعه تلویزیونی پاسخ به ۱۹۹۷ شناخته می‌شود.